# M120 (міномет)

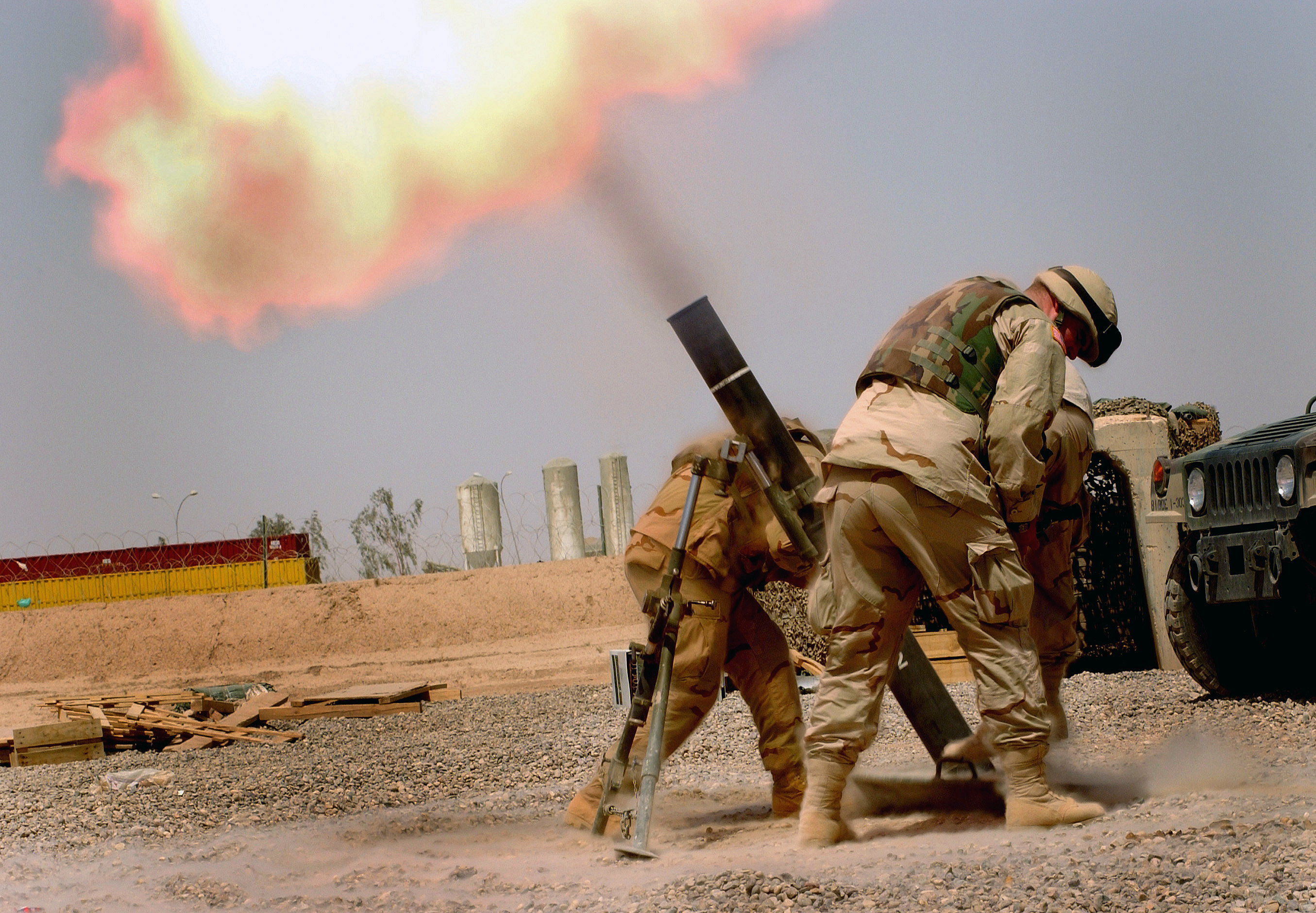
США 120 мм міномет

M120 — 120-мм міномет США, є мінометом ізраїльської розробки Soltam K6.
Ізраїльська компанія «Солтам» зі своїм мінометом К6 виграла американський конкурс на постачання 120-мм мінометів армії США.
Покращена версія знана як K6A3.
Перебуває на озброєнні країн: Ізраль, Єгипет, Данія, Китайська Республіка, Марокко, Нікарагуа, Словенія, ПАР, Бразилія.
Іран виробляє Хадід HM16 який є неліцензійною копією K6.

## ТТХ
- Калібр, мм: 120
- Маса двоноги, кг: 31,93
- Маса опорної плити, кг: 61,87
- Маса прицілу, кг: 2,36

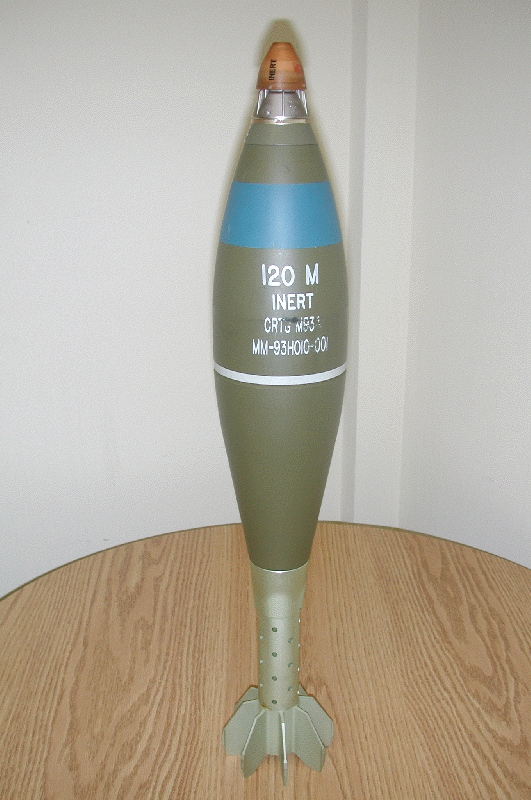
120-мм мінометний снаряд

- Скорострільність практична, постр/хв: 4–5
- Скорострільність теоретична, постр/хв: 15
- Маса в бойовому положенні, кг: 144,7
- Маса в похідному положенні, кг: 321, при установці на причеп
- Довжина ствола, мм: 1758
- Маса ствола, кг: 50
- Дальність стрільби, м: 200–7200 (10 500 — активно-реактивної міни)
- Маса міни, кг: 13,2
- Початкова швидкість міни, м/с: 310